# Mount Airy
Pour les articles homonymes, voir Mount Airy (homonymie).
La ville de Mount Airy est située dans le comté de Surry, dans l’État de Caroline du Nord, aux États-Unis. Sa population s’élevait à 10 388 habitants lors du recensement de 2010, estimée à 10 347 habitants en 2016.

## Démographie
| Groupe            | Mount Airy | Caroline du Nord | États-Unis |
| ----------------- | ---------- | ---------------- | ---------- |
| Blancs            | 84,2       | 68,5             | 72,4       |
| Afro-Américains   | 8,2        | 21,5             | 12,6       |
| Autres            | 3,7        | 4,4              | 6,4        |
| Métis             | 2,2        | 2,2              | 2,9        |
| Asiatiques        | 1,4        | 2,2              | 4,8        |
| Amérindiens       | 0,3        | 1,3              | 0,9        |
| Total             | 100        | 100              | 100        |
|                   |            |                  |            |
| Latino-Américains | 6,7        | 8,4              | 16,7       |

Selon l'American Community Survey, pour la période 2011-2015, 92,44 % de la population âgée de plus de 5 ans déclare parler anglais à la maison alors que 6,04 % déclare parler l'espagnol et 1,52 % une autre langue.
| 1880 | 1890  | 1900  | 1910  | 1920  | 1930  |
| ---- | ----- | ----- | ----- | ----- | ----- |
| 519  | 1 768 | 2 680 | 3 844 | 4 752 | 6 045 |

| 1940  | 1950  | 1960  | 1970  | 1980  | 1990  |
| ----- | ----- | ----- | ----- | ----- | ----- |
| 6 286 | 7 192 | 7 055 | 7 325 | 6 862 | 7 156 |

| 2000  | 2010   | - | - | - | - |
| ----- | ------ | - | - | - | - |
| 8 484 | 10 388 | - | - | - | - |

## Source de la traduction
- (en) Cet article est partiellement ou en totalité issu de l’article de Wikipédia en anglais intitulé « Mount Airy, North Carolina » (voir la liste des auteurs).